# Leśniewo (województwo kujawsko-pomorskie)
Leśniewo (niem. Walddorf) – wieś w Polsce położona w województwie kujawsko-pomorskim, w powiecie grudziądzkim, w gminie Grudziądz.

## Podział administracyjny
W latach 1975–1998 miejscowość administracyjnie należała do województwa toruńskiego. Wieś należy do sołectwa Mokre.

## Historia
Wieś powstała w 1821 roku na miejscu części wykarczowanego lasu Jamy, który nabył karczmarz Chrystian Hirsz. Wieś miała powierzchnię 67 ha, w miejscowości znajdowała się 1-klasowa szkoła ewangelicka.
W okresie międzywojennym ulokowana była tu placówka Straży Celnej „Leśniewo”.

## Demografia
W 1931 roku Leśniewo zajmowało powierzchnię 68 ha, mieszkało w nim 270 osób. W 1944 powierzchnia wsi wynosiła 130,7 ha, a liczba mieszkańców - 164. Według Narodowego Spisu Powszechnego (III 2011 r.) wieś liczyła 57 mieszkańców. Jest najmniejszą miejscowością gminy Grudziądz.